# Baptist Knieß
Le titre de cet article contient le caractère ß. Lorsque celui-ci n'est pas disponible ou non désiré, le nom peut être représenté comme Baptist Kniess.
Baptist Knieß (17 avril 1885 à Grünstadt - 10 novembre 1956 à Munich) était un  General der Infanterie qui a servi dans la Heer au sein de la Wehrmacht pendant la Seconde Guerre mondiale.

## Promotions
| Fähnrich               | 8 juillet 1906    |
| Leutnant               | 9 mars 1908       |
| Oberleutnant           | 30 novembre 1914  |
| Hauptmann              | 18 décembre 1915  |
| Major                  | 1er décembre 1928 |
| Oberstleutnant         | 1er avril 1933    |
| Oberst                 | 19 avril 1935     |
| Generalmajor           | 1er juin 1938     |
| Generalleutnant        | 1er juillet 1940  |
| General der Infanterie | 1er décembre 1942 |

## Récompenses
- Croix de fer (1914)
  - 2e classe
  - 1re classe
- Prinzregent-Luitpold-Medaille
- Bronzene Medaille Verdienstorden vom Deutschen Adler 4e classe avec couronne et glaives
- Großherzogliche hessische goldene Verdienstmedaille des Ludwigsordens avec inscription  "Für Tapferkeit"
- Ordre du Mérite militaire (Bavière) 4e classe avec glaives et couronne
- Agrafe sur la Croix de fer (1939)
  - 2e Classe
  - 1re Classe
- Médaille du Front de l'Est
- Croix allemande en or le 3 août 1942 en tant que Generalleutnant et commandant de la 215. Infanterie-Division